# Rainbow Kitten Surprise
 (juin 2024).
La mise en forme du texte ne suit pas les recommandations de Wikipédia : il faut le « wikifier ».
Les points d'amélioration suivants sont les cas les plus fréquents. Le détail des points à revoir est peut-être précisé sur la page de discussion.
- Les titres sont pré-formatés par le logiciel. Ils ne sont ni en capitales, ni en gras.
- Le texte ne doit pas être écrit en capitales (les noms de famille non plus), ni en gras, ni en italique, ni en « petit »…
- Le gras n'est utilisé que pour surligner le titre de l'article dans l'introduction, une seule fois.
- L'italique est rarement utilisé : mots en langue étrangère, titres d'œuvres, noms de bateaux, etc.
- Les citations ne sont pas en italique mais en corps de texte normal. Elles sont entourées par des guillemets français : « et ».
- Les listes à puces sont à éviter, des paragraphes rédigés étant largement préférés. Les tableaux sont à réserver à la présentation de données structurées (résultats, etc.).
- Les appels de note de bas de page (petits chiffres en exposant, introduits par l'outil «  Source ») sont à placer entre la fin de phrase et le point final[comme ça].
- Les liens internes (vers d'autres articles de Wikipédia) sont à choisir avec parcimonie. Créez des liens vers des articles approfondissant le sujet. Les termes génériques sans rapport avec le sujet sont à éviter, ainsi que les répétitions de liens vers un même terme.
- Les liens externes sont à placer uniquement dans une section « Liens externes », à la fin de l'article. Ces liens sont à choisir avec parcimonie suivant les règles définies. Si un lien sert de source à l'article, son insertion dans le texte est à faire par les notes de bas de page.
- La présentation des références doit suivre les conventions bibliographiques. Il est recommandé d'utiliser les modèles {{Ouvrage}}, {{Chapitre}}, {{Article}}, {{Lien web}} et/ou {{Bibliographie}}. Le mode d'édition visuel peut mettre en forme automatiquement les références.
- Insérer une infobox (cadre d'informations à droite) n'est pas obligatoire pour parachever la mise en page.

Pour une aide détaillée, merci de consulter Aide:Wikification.
Si vous pensez que ces points ont été résolus, vous pouvez retirer ce bandeau et améliorer la mise en forme d'un autre article.
 (juillet 2024).
Rainbow Kitten Surprise est un groupe américain de rock alternatif indie. Il se compose de la chanteuse principale Ela Melo, de Darrick "Bozzy" Keller (guitare et chœur), d'Ethan Goodpaster (guitare éclectique), et de Jess Haney (batterie). Le groupe s'est formé à Boone en Caroline du Nord. Robbinsville, aussi en Caroline du Sud, est la ville natale d'Ethan Goodpaster et de Jess Haney. Les chansons de Rainbow Kitten Surprise sont inspirées d'artistes tels que Modest Mouse, Kings of Leon, Frank Ocean, et Schoolboy Q.

## Biographie
Plus tard, se sont ajoutés trois nouveaux membres, Ethan Goodpaster, Jess Haney, et Charlie Holt. RKS ont sorti leur premier album de manière indépendante, Seven, qui a plus tard été de nouveau publié avec leur premier EP en un seul et même album s'intitulant Seven + Mary. À l'origine, le groupe a enregistré leurs musiques avec le label Split Rail Records, un label dirigé par des étudiants de l'école de musique Hayes de l'Université d'État des Appalaches, où trois des membres du groupe ont étudié. De 2014 à 2017, Rainbow Kitten Surprise s'est produit à de multiples festivals et à d'autres événements, dont le Bonnaroo Music Festival, et le Austin City Limits Festival.
Le 6 avril 2018, RKS a publié son album How To: Friend, Love, Freefall sous le label Elektra Records. Il comprend 13 titres, incluant le single Hide dont le clip met en scène quatre drag-queen faisant leur coming out auprès de leur famille. Le single Fever Pitch, extrait de l'album, s'est hissé à la 34e place du classement des chansons alternatives du Billboard. Durant le printemps et l'été 2018, le groupe a fait une tournée aux États-Unis et au Canada pour promouvoir son album.
En avril 2019, RKS s'est produit dans plusieurs lieux de la Caroline du Nord pour collecter des fonds pour Equality NC, la plus ancienne organisation d'égalité LGBT à l'échelle de l'État. En mai 2019, RKS a publié Mary (B-Sides), composé d'un enregistrement studio de Heart (une chanson initialement publiée via YouTube et SoundCloud en 2014) et du titre No Vacancy. En juin 2019, ils finissent la tournée de l'été à Red Rocks Amphitheatre.
En janvier 2020, l'émission Austin City Limits de la chaîne PBS a diffusé Rainbow Kitten Surprise dans une émission d'une demi-heure enregistrée l'automne précédent. Le 14 juillet 2020, RKS joue un concert en live en ligne. Ce concert en ligne a été leur premier de l'année due à l'annulation de beaucoup d'événements à cause de la pandémie de Covid-19. Le 9 octobre 2020, Rainbow Kitten Surprise publie son single Our Song, un titre qu'ils ont précédemment joué à de multiples événements en direct. Ce single marque leur première sortie en tant que groupe depuis mai 2019.
Le 13 août 2021, Rainbow Kitten Surprise a sorti l'album live RKS! Live from Athens Georgia. Il comprend un ensemble de 25 titres joués en live à de précédents concerts.
Le 23 mai 2022, le groupe annonce un prochain single, "Work Out"[réf. nécessaire]. Le 30 mars 2022, la chanteuse principale du groupe annonce qu'elle est transgenre. Le 6 avril 2022, Rainbow Kitten Surprise publie le single "Work Out", leur premier single publié depuis presque 18 mois.
Le 10 avril 2023, Rainbow Kitten Surprise publie le single “Drop Stop Roll", qui a souvent été joué lors d'émissions en direct lors de leur précédente tournée mondiale. Le groupe a aussi teasé leur tout prochain projet surprises from the rainbow via un post sur un réseau social. Le 24 mai 2023, Rainbow Kitten Surprise annule sa tournée de 2023. La décision a été prise après qu'un des membres est tombé malade.
Le 23 février 2024, le site web du groupe a été modifié pour ne montrer qu'une ballerine qui tourne, accompagnée du son d'une boîte à musique, et des annonces au bas de la page. Le 28 février 2024, le site web de The Rainbow Kitten Surprise a de nouveau changé, mais cette fois annonce un concours pour ses fans permettant aux fans de trouver des boîtes cachées aux quatre coins des États-Unis. Le 4 mars 2024, le groupe annonce sur Instagram qu'il va se séparer de leur bassiste, Chralie Holt. Le 8 mars 2024, le groupe publie le single Superstar et le titre LOL spécialement pour les fans. Ces singles sont accompagnés de l'annonce de leur quatrième album studio Love Hate Music Box. Le 5 avril 2024, il publie le single Overtime issu de leur quatrième album. Le titre est en featuring avec Kacey Musgraves, une chanteuse qui a remporté un Grammy Award. Ce titre marque aussi leur premier featuring avec un autre artiste en tant que groupe. Le 26 avril 2024, le groupe publie le nouveau single SVO issu de leur quatrième album.
Le 10 mai 2024, il publie leur quatrième album studio, Love Hate Music Box. L'album reflète les nombreuses épreuves que la chanteuse Melo a traversées au cours des six dernières années. Il s'agit également de leur plus grand projet depuis 2018.

## Discographie

### Albums studio
| Titre                          | Détails                                            | Meilleur classement |
| Titre                          | Détails                                            | US                  |
| ------------------------------ | -------------------------------------------------- | ------------------- |
| Seven + Mary                   | - Sortie :19 novembre 2013 - Label: RKS Recordings | —                   |
| RKS                            | - Released: April 25, 2015 - Label: Split Rail     | —                   |
| How To: Friend, Love, Freefall | - Sortie : 6 avril 2018 - Label: Elektra           | —                   |
| Love Hate Music Box            | - Sortie : 10 mai 2024 - Label: Elektra            | 142                 |

### Singles classés
| Titre                 | Année | Meilleur classement | Meilleur classement | Certifications                    | Album                          |
| Titre                 | Année | CAN                 | UK                  | Certifications                    | Album                          |
| --------------------- | ----- | ------------------- | ------------------- | --------------------------------- | ------------------------------ |
| It's Called: Freefall | 2018  | 98                  | 78                  | - ARIA : Platine - RIAA : Platine | How To: Friend, Love, Freefall |

### Clip musicaux
- Devil Like Me (1er mars 2015)
- Cocaine Jesus (1er mai 2015)
- Bare Bones (3 mai 2015)
- Fever Pitch (16 janvier 2018)
- Holy War (23 février 2018)
- Hide (3 avril 2018)
- It's Called: Freefall (28 janvier 2019)
- Work Out (16 juin 2022)
- LOL (3 mars 2024)
- Superstar (8 mars 2024)